# Ouzo efekt

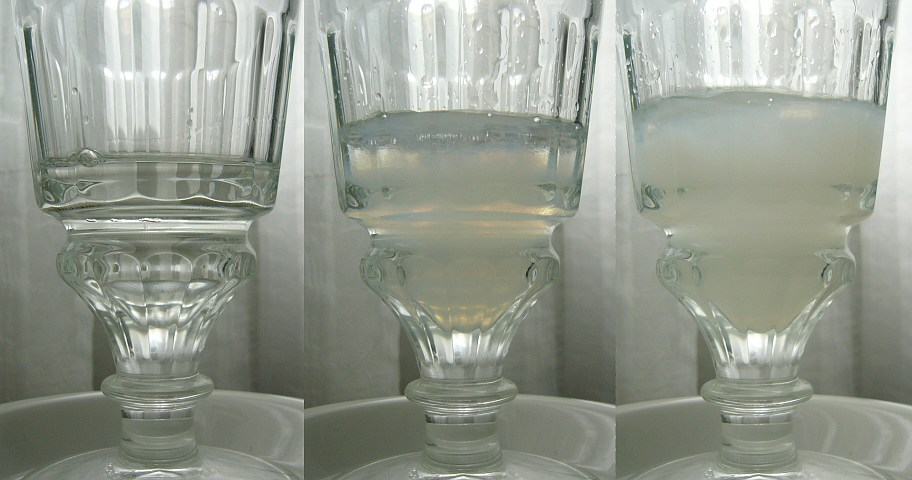
Ouzo efekt

Ouzo efekt je jev, kdy přidání vody do některých alkoholických nápojů, například ouza, způsobuje tvorbu oblačné stabilní mikroemulze oleje ve vodě. Jedná-li se o tento efekt u absintu, specificky se nazývá louche (francouzsky „stinný“, tedy „oblačný“). Fakt, že ouzo obsahuje silně hydrofobní olej (anetol) rozpuštěný v rozpouštědle mísitelném s vodou (konkrétně v ethanolu), je pro tento efekt klíčový. Při nepřítomnosti takového rozpouštědla není emulze oleje ve vodě stabilní, protože olejové kapičky narůstají díky koalescenci, dokud nenastane fázová separace na makroskopické úrovni. Je dobře známo, že přidání malého množství tenzidu nebo silné promíchání může olejové kapičky stabilizovat. Překvapující fakt, že aniž by se něco takového udělalo, olejové kapičky v ouzo směsi bohaté na vodu zpomalují svůj růst a tvoří stabilní kapalnou disperzi, poprvé studovali Stephen A. Vitale a Joseph L. Katz, kteří zavedli termín „ouzo efekt“. Jev bývá označován také jako „spontánní emulzifikace“.